# Jakob Forssell
Denna artikel handlar om kemiingenjören Jakob Forssell. För ingenjörsofficeren Jacob Forsell (1788-1832) se Jacob Forsell. För fotografen Jacob Forsell, se Jacob Forsell (fotograf).
Carl Fredrik Jakob Forssell, född 6 april 1877 i Aspeboda socken, död 5 november 1968 i Örgryte församling, var en svensk kemiingenjör. Han var bror till Gösta Forssell, Carl Forssell, Gerhard Forssell, Arne Forssell och Nils Forssell samt far till Harry, Sigvard och Nina Forssell.
Forssell tog examen vid Kungliga Tekniska högskolan 1899 och blev filosofie doktor i Giessen 1902. Han var därefter assistent vid tekniska högskolan i Boston 1902-1903, ingenjör vid National Carbon Company 1903-1908, bruksingenjör vid Höganäs-Billesholm AB 1908-1910, verkställande direktör i AB Kolm 1910–1915 och i Skandinaviska grafit AB i Trollhättan från 1917. Forsell offentliggjorde i såväl svenska som amerikanska och tyska tidskrifter en mängd arbeten, speciellt inom de värmetekniska, kemiska och elektrotekniska facken.